# Caviria odriana
Caviria odriana är en fjärilsart som beskrevs av William Schaus 1927. Caviria odriana ingår i släktet Caviria och familjen tofsspinnare. Inga underarter finns listade i Catalogue of Life.